# قرار مجلس الأمن التابع للأمم المتحدة رقم 756
اتخذ قرار مجلس الأمن التابع للأمم المتحدة رقم 756 بالإجماع في 29 أيار/مايو 1992، بعد النظر في تقرير الأمين العام بشأن قوة الأمم المتحدة لمراقبة فض الاشتباك، أشار المجلس إلى جهودها لإحلال سلام دائم وعادل في الشرق الأوسط.
دعا القرار الأطراف المعنية إلى التنفيذ الفوري للقرار 338 (1973)، وجدد ولاية قوة المراقبة لمدة ستة أشهر أخرى حتى 30 نوفمبر 1992 وطلب من الأمين العام تقديم تقرير عن الوضع في نهاية تلك الفترة.

## روابط خارجية
- نص القرار في undocs.org